# Arkæer
Arkæerne (latin Archaea, fra græsk ἀρχαία, "de gamle") er et af de tre domæner af levende organismer sammen med bakterier og eukaryoter. Arkæer og bakterier kaldes samlet for prokaryoter (fra pro- og græsk karyon, "for, foran, frem, fremad, før kerne"). Arkæernes separate identitet blev opdaget i 1970'erne af Dr. Carl Woese fra University of Illinois ved hjælp af genetisk sammenligning. Oprindeligt blev arkæerne benævnt arkebakterier, mens de andre prokaryote blev benævnt eubacteria (ægte bakterier). Der er dog en stigende tendens til at indskrænke termen eubacteria til bakterie. Arkæerne kan behandles som et enkelt rige eller et domæne.
Arkæerne adskiller sig fra de ægte bakterier på mange vigtige punkter:
- Vægstruktur og kemi.
- Den lipide membranstruktur.
- metabolisme (metanædere, sulfat reducerende...).

Mange arkæer er ekstremofile og lever i ekstreme miljøer, herunder ved temperaturer, der overstiger kogende vands, fx i gejsere, meget saltet vand samt surt eller alkalisk vand. Arkæerne lever fx ved hydrotermiske væld og får fx energi ved at oxidere vældets sorte røg og er dermed kemoautotrof. De lever også ved varme kilder – fx Yellowstone National Parks varme kilder, hvor de først blev opdaget – og vulkanske sprækker. Man har også fundet DNA-rester, som peger på, at der lever arkæer ved Atacama-vulkaner, hvilket er et miljø, der er tæt på det, man finder på Mars'. Andre er fundet i en isoleret sø 800 m under iskappen på Antarktis. Arkæerne har en stor diversitet i både morfologi og fysiologi.
Noget forskning tyder på, at Euryarchaeota er tættere på eukaryote end på Crenarchaeota. Er dette tilfældet, vil riget Archaea blive opgivet. Mikrobiologer, som anser bakterier for at være parafyletiske, argumenterer også med, at arkæer ikke er tilstrækkeligt forskellige fra bakterier til at blive betragtet som en separat gruppe.
Det er blevet påvist, at visse arkæer spiser/omsætter metangas fra havvand i dybhavet og dermed mindsker den mængde metan, som ellers ville være havnet i atmosfæren. Disse arkæer spises/"græsses" af orme i dybhavet ud for bl.a. Costa Rica og USAs vestkyst. Det er første gang, at arkæer er påvist at være en del af en fødekæde. Organismer, som spiser arkæer, foreslås at kaldes "archivory" af Thurber.

- Domæne Arkæer, Archaea (methanogener, halophiler, sulfolobus...)
  - Rige Arkebakterier, Archebacteria
    - Crenarchaeota
    - Euryarchaeota
      - Halobacteria
      - Methanobacteria
      - Methanococci
      - Methanopyri
      - Archeoglobi
      - Thermoplasmata
      - Thermococci

    - Korarchaeota
    - Nanoarchaeota

## Klassifikation
Domæne: Archaea
- Række: Crenarchaeota
  - Klasse: Thermoprotei
    - Orden: Thermoproteales
    - Orden: Desulfurococcales
    - Orden: Sulfolobales
- Række: Euryarchaeota
  - Klasse: Methanobacteria
    - Orden: Methanobacteriales

  - Klasse: Methanococci
    - Orden: Methanococcales
    - Orden: Methanomicrobiales
    - Orden: Methanosarcinales

  - Klasse: Halobacteria
    - Orden: Halobacteriales

  - Klasse: Thermoplasmata
    - Orden: Thermoplasmatales

  - Klasse: Thermococci
    - Orden: Thermococcales

  - Klasse: Archaeoglobi
    - Orden: Archaeoglobales

  - Klasse: Methanopyri
    - Orden: Methanopyrales
- Række: Nanoarchaeota
  - Slægt: Nanoarchaeum
    - Nanoarchaeum equitans